# Roodkapje (televisieprogramma)
Roodkapje is een Nederlands televisieprogramma dat uitgezonden werd door RTL 4. De presentatie van het programma is in handen van Paul de Leeuw.

## Format
In het programma nemen drie teams het tegen elkaar op tijdens een spelletje namen raden. Twee teams zijn voorafgaand aan de aflevering al bekend. De teams bestaan uit een bekende Nederlander en een gast die ze zelf mogen uitkiezen. Het derde team bestaat uit Paul de Leeuw en een mystery guest. Voordat de mystery guest bekend wordt gemaakt, zingt Paul de Leeuw samen met de gasten en het publiek 'het Roodkapjelied'.
Voorafgaand aan het spel stoppen alle gasten twee namen en beide juryleden één naam in "de eikel" (in totaal 14 namen), alleen in aflevering 1 zaten er 18 namen in het spel. Het spel is opgebouwd uit drie verschillende speelrondes, tijdens elke ronde komen dezelfde namen aan bod. De teams hebben elke beurt 30 seconden de tijd om zoveel mogelijk namen te raden. De beurt gaat naar het volgende team als de tijd om is of als een team zich niet aan de regels van de desbetreffende ronde houdt.
Ronde 1, géén hoofdlettersDe naam van deze ronde zegt eigenlijk al genoeg, de gasten mogen alles behalve hoofdletters gebruiken. Dus geen steden, landen, namen etc.
Ronde 2, één woordAlle namen zijn nu een keer langsgekomen, nu worden alle namen weer in 'de eikel' gedaan en wordt ronde twee gestart. Tijdens deze ronde moeten de gasten de namen telkens omschrijven door maar één woord te gebruiken.
Ronde 3, gebarentaalTijdens de finaleronde worden alle namen voor de derde en laatste keer terug gedaan in 'de eikel'. Nu is het de bedoeling dat de gasten gaan uitbeelden, tijdens het uitbeelden mag er absoluut geen geluid worden gemaakt door de uitbeeldende gast.
Het spel speelt zich af in het zogenaamde Leuterbos, de studio is omgetoverd tot een sprookjesachtig en fantasierijk decor.

## Afleveringen
| Nr | Datum             | Team 1                                        | Team 2                             | Team Paul       | Juryleden                        |
| -- | ----------------- | --------------------------------------------- | ---------------------------------- | --------------- | -------------------------------- |
| 1  | 23 augustus 2014  | Daphne Bunskoek en Katrien van Beurden        | Toprak Yalçiner en Serena Oddens   | Humberto Tan    | Jacques d'Ancona                 |
| 2  | 30 augustus 2014  | Hans Klok en Sandy Kandau                     | Robert ten Brink en Nina ten Brink | Kees Jansma     | Toprak Yalçiner en Serena Oddens |
| 3  | 6 september 2014  | Janny van der Heijden en Robèrt van Beckhoven | Jan Kooijman en Karin Haverschmidt | Lucille Werner  | Toprak Yalçiner en Serena Oddens |
| 4  | 13 september 2014 | Nicolette van Dam en Mariëlle (schoonzus)     | Jim Bakkum en Lopke van de Reijt   | Goedele Liekens | Toprak Yalçiner en Serena Oddens |
| 5  | 20 september 2014 | Frans Bauer en Linda de Vries                 | Gers Pardoel en Robbi Pardoel      | Ineke van Gent  | Toprak Yalçiner en Serena Oddens |
| 6  | 27 september 2014 | Ferry Doedens en Gerard Beerling              | René Froger en Esther Oosterbeek   | Simone Kleinsma | Toprak Yalçiner en Serena Oddens |

## Achtergrond
In januari 2014 maakte presentator Paul de Leeuw bekend dat hij het spelshow voor RTL 4 gaat maken. Ruim zeven maanden later, op 23 augustus 2014, ging het programma van start. Het programma kreeg kritiek van kijkers en recensenten omdat ze vonden dat het programma niet origineel en chaotisch was, mede hierdoor stapte jurylid Jacques d'Ancona na één aflevering op en werd hij vervangen door Toprak Yalçiner en Serena Oddens die beide eerder als deelnemers in het programma te zien waren. Ondanks de kritiek die het programma kreeg werd de eerste aflevering door 1.190.000 mensen bekeken en sloot daarmee de top 6 af van best bekeken programma's van de avond. De tweede aflevering werd door 1.142.000 mensen bekeken. De afleveringen die volgde schommelde tussen de 800.000 en de miljoen kijkers. Het seizoen sloot op 27 september 2014 af met 857.000 kijkers.